# Андраш I
Андраш I (на унгарски: I. András) е крал на Унгария (1047 – 1061), възстановил управлението на династията на Арпадите след деветгодишен период на междуособици.

## Биография
Роден е през 1010 година. Син е на Вазул, владетел на северозападните области на Унгария (днес главно част от Словакия), и Катун Анастасия. Той принадлежи към младши клон на династията на Арпадите, който предявява претенциите си за трона, след като крал Ищван I умира през 1038 без наследници.
В последвалите междуособици Андраш и семейството му се обявяват срещу потомците по женска линия на Геза, бащата на Ищван. При управлението на Шамуел Аба, заедно с братята си Левенте и Бела, той трябва да напусне страната. Те отиват в Чехия, а след това в Полша, където Бела се жени за дъщерята на крал Мешко II – Рикса Полска. Андраш и Левенте продължават към Киевска Рус, където Андраш се жени за Анастасия Ярославна, дъщеря на великия княз Ярослав Мъдри.
Братята се завръщат в Унгария през 1046, което поставя началото на езическото въстание Вата. С помощта на противниците на християнизацията Андраш успява да отстрани Петер Орсеоло и през 1047 е коронясан за крал. Той запазва близките си отношения с Киевска Рус, но трябва да се изправи срещу императора на Свещената Римска империя Хайнрих III, съюзник на Петер Орсеоло. През 1051 и 1052 императорът предприема два неуспешни похода към Унгария. През 1053 Андраш сключва съюз с Конрад II, херцог на Бавария, с което стабилизира положението си спрямо империята.
През 1057, в противоречие с унгарската традиция на сеньорат, Андраш коронясва петгодишния си син Шаламон за крал, опитвайки се да го направи свой наследник. Това предизвиква недоволството на брат му Бела, който през 1061 го отстранява от трона. Андраш умира през същата година.
Синът на Андраш управлява за кратко и е изместен от синовете на Бела без да остави мъжко потомство. Дъщерята на Андраш се жени за чешки княз, а негова внучка – за Владислав I, княз на Полша, и така потомството на крал Андраш продължава в династията на Пястите, а не в Унгария.